# Fanagorija
Fanagorija (starogrško Φαναγόρεια, latinizirano: Fanagóreia, rusko Фанагория, latinizirano: Fanagorija) je bila največje grško mesto na polotoku Tamanu ob vzhodni obali Kimerskega Bosporja. 
Mesto je bilo veliko trgovsko središče za ves promet med obalo Meotskega močvirja in državami na južni strani Kavkaza. Bilo je vzhodna prestolnica Bosporskega kraljestva. Zahodna prestolnica je bil Pantikapej. Strabon je Fanagorijo opisal kot omembe vredno mesto, znano po trgovanju. V obdobju genovske kolonije Matrege je bila nekaj časa katoliška metropolitska nadškofija in je še vedno naslovna škofija. 
Ruševine Fanagorije ležijo malo zahodno od Sennoja v Krasnodarskem kraju. 25 km zahodno od nje je na obali polotoka Taman še eno starogrško mesto – Hermonasa. 

## Zgodovina

### Antika
Fanagorijo so okoli leta 543 pr. n. št. ustanovili kolonisti iz Teosa, ki so morali pobegniti iz Male Azije zaradi konflikta s perzijskim kraljem Kirom Velikim. Mesto je dobilo ime po enem od teh kolonistov, Fanagori. Zgodovinarka Julija Ustinova meni, da je "nenavadna narava polotoka Taman v bližini Fanagorije s svojimi grapami, razpokami, griči in nizkimi stožci aktivnih vulkanov, zagotovo naredila še večji vtis na stare koloniste, kot na nas danes".
V 5. stoletju pr. n. št. je Fanagorija uspevala zaradi trgovanja s Skiti in Sindi. Merila je 75 hektarjev, od katerih je zdaj tretjino potopilo morje. V zgodnjem 4. stoletju pr. n. št. je rastoče Bosporsko kraljestvo podjarmilo večji del Sindike, vključno z neodvisno mestno državo Fanagorijo. S propadom stare bosporske prestolnice Pantikapej se je pomen Fanagorije še povečal. Do prvih stoletij našega štetja je bila glavno središče Bosporskega kraljestva. 
Med mitridatskimi vojnami je bla na strani Rimske republike in vzdržala obleganje vojske Farnaka II. Pontskega. V Fanagoriji je malo pred njegovo smrtjo izbruhnila vstaja proti Mitridatu VI. Pontskemu. Njegovi sinovi, ki so držali citadelo, so se morali predati upornikom. 
Napis, najden med izkopavanji, priča, da je kraljica Dinamida častila Avgusta kot "cesarja, cezarja, božjega sina, boga Avgusta, vladarja vsega kopnega in morja". Zvestoba Rimu je Fanagoriji omogočila, da je ohranila prevladujoč položaj v regiji do 4. stoletja, ko so jo oplenili in uničili Huni. 

### Srednji vek
Do 7. stoletja si je mesto opomoglo po stoletjih vdorov stepskih ljudstev. Pod kanom Kubratom je bila med letoma 632 in 665 glavno mesto Stare Velike Bolgarije. 
Kasneje je Fanagorija, vsaj nominalno, postala odvisna od Bizantinskega cesarstva. V mestu je bil prisoten hazarski tudun (guverner), kar kaže, da je bila dejanska oblast do poraza Georgija Tzula leta 1016 verjetno v rokah Hazarov. Leta 704 sta se v Fanagoriji naselila odstavljeni bizantinski cesar Justinijan II. in njegova žena Teodora, sestra hazarskega kagana Ibuzirja Glavana, preden sta se preko Bolgarije vrnila v Carigrad. V Fanagoriji je takat vladal hazarski tadun Balgacin. 
Zdi se, da se je mesto v 10. stoletju soočilo z invazijo, domnevno Rusov. Po invaziji se Fanagorija po pomenu ni mogla več kosati s sosednjim Tmutarakanom. 
V poznem srednjem veku je na ruševinah Fanagorije nastalo mesto Matrega, ki je bilo del mreže genovskih posesti ob severni obali Črnega morja. V 15. stoletju je bilo središče domen genovske družine Ghisolfi. Kasneje ni bilo na tem mestu nobenega stalnega naselja.

## Izkopavanja
Lokacijo Fanagorije so določili v 18. stoletju, ko so tam odkrili podstavke iz marmorja s posvetili Afroditi. Hekataj in Strabon omenjata lokalno Afroditino svetišče kot največje v pontski regiji. Arheološko raziskovanje najdišča se je začelo leta 1822, ko so "vojaki izkopali veliko gomilo in pri tem odkrili bogastvo zlatih in srebrnih predmetov, ki so si jih razdelili".
Razen samega antičnega mesta je arheologe zanimala obsežna nekropola, ki se na treh straneh razprostira okoli Fanagorije. Na njej je na tisoče grobov. Med njimi je veliko bogatih in kažejo na premožnost Fanagorcev. Izkopavanja v 19. stoletju so bila večinoma amaterska. Vsako sezono so razdrli kar dvanajst kurganov. Nekaj najbolj zanimivih predmetov je bilo odkritih v 60. letih 19. stoletja v kurganu Bolšaja Bliznica, ki ga je Mihael Rostovcev opisal kot "žensko nekropolo s tremi oboki". 
Eden od kraljevih kurganov v bližini Fanagorije ima kamnito stopnišče, ki vodi navzdol do pravokotnega prehoda, vhoda v pogrebno komoro z dimenzijami 3,70 × 3,75 × 4,70 m. Oboje pokriva obok, na katerem so vidni ostanki naslikanega okrasja. Freske na stenah posnemajo oblogo iz marmorja. Na obeh straneh vhoda v grobnico so v dolgih kamnitih prekatih pokopani štirje konji skupaj z bogatimi grobnimi darovi, zlatim okrasjem sedel in jermenov in predmeti iz zlata in pozlačenega brona. Nedavno je bil odkrit napis, ki kaže, da je bila v Fanagoriji že leta 51 n. št. sinagoga. Podvodnre razikave so razkrile številne arhitekturne fragmente. 
Leta 2009 so odkrili palačo Mitridata VI.
Leta 2021 so arheologi v amfori z odlomljenim vratom odkrili kovance. Domneva se, da so bili skovani v poznem 3. ali zgodnjem 4. stoletju in bili v obtoku do 6. stoletja. Kovanci naj bi bili skriti pred napadom Hunov ali Turkov, ki so požgali in uničili velik del mesta. Na mestu najdenih novcev je najverjetneje zgodnjekrščanska bazilika.

## Časti
Po Fanagoriji je imenovan otok Fanagorija na Antarktiki.

## Pomembni meščani
- Sosikrat (Σωσικράτης) Fanagorski, starogrški pesnik.[9]
- Kastor (Κάστωρ) Fanagorski, vodja mesta med uporom proti Farnaku II. Pontskemu.[10]